# Sphaeriothyrium praecastrense
Sphaeriothyrium praecastrense är en svampart som först beskrevs av Caro Benigno Massalongo, och fick sitt nu gällande namn av Bubák 1916. Sphaeriothyrium praecastrense ingår i släktet Sphaeriothyrium, divisionen sporsäcksvampar och riket svampar.   Inga underarter finns listade i Catalogue of Life.